# Tank, Light, Mk II
Tank, Light, Mk II – brytyjski czołg lekki skonstruowany w okresie międzywojennym.

## Historia
W 1929 roku w zakładach Carden-Loyd skonstruowano czołg Tank, Light, Mk I będący wyposażoną w wieżę wersją rozwojową tankietki Vickers Carden Loyd Mark VI. Zbudowano tylko pięć takich czołgów, a następnie z powodu braku nabywców produkcję wstrzymano. Pomimo tego niepowodzenia kontynuowano rozwój tej konstrukcji. Czołg wyposażono w nową, większą wieżę No 1 Mk I i mocniejszy silnik. Na zamówienie armii brytyjskiej w zakładach Vickers Armstrong Ltd. zbudowano 12 czołgów oznaczonych jako Tank, Light, Mk II. Następnie wyprodukowano 29 czołgów wersji Mk IIB posiadających udoskonaloną wieżę No 1 Mk II i dwa zbiorniki paliwa, a później 21 czołgów Mk IIB które ponownie miały pojedynczy zbiornik paliwa, ale o większej niż w wersji Mk II pojemności.
W okresie międzywojennym czołgi Mk II były używane bojowo przez armię brytyjska w Palestynie i Indiach.  W chwili wybuchu II wojny światowej czołgi Mk II były używane głównie do szkolenia. Kilka wozów tego typu zostało w 1940 roku użytych bojowo w Afryce Północnej przez brytyjską 7th Armoured Division, w 1941 roku chrzest bojowy w Somalii i Abisynii przeszły czołgi Mk II (i zbliżone konstrukcyjnie Tank, Light, Mk III) armii południowoafrykańskiej. Kilka czołgów tego typu znalazło się także na wyposażeniu armii australijskiej, ale były one używane tylko do szkolenia.

## Opis
Tank, Light, Mk II miał budowę klasyczną. W tylnej części kadłuba znajdował się sześciocylindrowy, rzędowy, chłodzony cieczą silnik gaźnikowy Rolls-Royce o mocy 49 kW. Silnik napędzał umieszczone z przodu kadłuba koła napędowe. Z każdej strony znajdowały się cztery koła jezdne zblokowane w dwa wózki, amortyzowane poziomymi sprężynami śrubowymi. Koło napinające znajdowało się z tyłu. Każda gąsienica o szerokości 240 mm była podtrzymywana przez trzy rolki. Uzbrojeniem był karabin maszynowy Vickers kalibru 7,7 mm.